# Field Spaniel
Field Spaniel – jedna z ras psów, należąca do grupy psów aportujących, płochaczy i psów wodnych. Zaklasyfikowana do sekcji płochaczy. Typ wyżłowaty.  Podlega próbom pracy.
Wyglądem Field Spaniel przypomina cocker spaniela angielskiego, lecz jest od niego bardziej masywny i o wiele mniej znany. Umaszczenie jest jednobarwne brązowe lub czarne, spotykane jest też podpalane. Wykorzystywany do pracy jako pies myśliwski na naturalnych, niezmienionych przez człowieka terenach. Wytrzymały, o dobrym węchu jest także psem rodzinnym. Średnia długość życia psów tej rasy wynosi ok. 12 lat.

## Historia
Wielka Brytania zawsze specjalizowała się w spanielach. Aż do końca XIX wieku Anglicy krzyżowali je między sobą uzyskując nowe rasy i odmiany. Wyróżniano dwa główne typy spanieli – wodne (sprawdzające się na bagnach i moczarach) i lądowe (pracujące w suchych łowiskach). W 1890 roku z grupy spanieli lądowych wyłoniono Field Spaniela. Pochodzi od dawnych spanieli polowych hrabstwa Devon i Wales.

## Wygląd
Budowa
Field Spaniel to pies mocno zbudowany, o silnej sylwetce i gęstej, jedwabistej sierści. Jego wysokość w kłębie wynosi około 45,7 cm, zaś waga sięga 25 kg (samce są cięższe niż suki). Jego głowa jest elegancka, szlachetna, jakby wyrzeźbiona, o wyraźnym przełomie czołowym i guzie potylicznym, o pięknych, łagodnych, orzechowych oczach w kształcie migdałów i długich, wiszących, mocno owłosionych, szerokich uszach. Szczęki powinny być mocne, o regularnym i pełnym zgryzie nożycowym. Szyja długa, muskularna, bez luźnej skóry, dobrze osadzona na łopatkach. Tułów mocny, proporcjonalny, o głębokiej i długiej klatce piersiowej. Ogon mocno owłosiony, ruchliwy, osadzony raczej nisko, pies nie powinien nosić go nad linią grzbietu. Kończyny mocne, muskularne, nigdy zbyt długie, stawy skokowe nisko osadzone. Łapy zwarte, owalne, niezbyt małe, o mocnych poduszkach.
Szata i umaszczenie
Włos długi, gęsty, jedwabisty, błyszczący, nie powinien być falujący ani tym bardziej lokowaty. Najdłuższy na klatce piersiowej, pod tułowiem, na tylnej stronie kończyn i na ogonie. Dopuszczalne maści dla tej rasy to czarna, brązowo-wątrobiana, siwa nakrapiana. Umaszczenie może być jednolite lub z wątrobianymi łatami.

## Charakter
Field Spaniel to pies spokojny, zrównoważony, łagodny, posłuszny, bardzo przywiązany do człowieka. Jest to zwierzę aktywne, potrzebujące dużo ruchu. Wyjątkowo wytrzymały i energiczny. Idealnie sprawdzi się jako pies do towarzystwa na wsi. Nie nadaje się na psa stróżującego, gdyż jest całkowicie pozbawiony agresji. Jest doskonałym kompanem zarówno dla człowieka, jak i innego psa. Jedynie na widok zwierzyny łownej budzi się w nim instynkt myśliwski. W stosunku do dzieci jest bardzo delikatny i zawsze gotowy do zabawy.

## Użytkowanie
Field Spaniel to pies myśliwski oraz pies do towarzystwa.